# Anna Pogorilaja
Anna Alekseevna Pogorìlaja (in russo Анна Алексеевна Погорилая?; Mosca, 10 aprile 1998) è un'ex pattinatrice artistica su ghiaccio russa.
È la medaglia di bronzo dei Mondiali juniores del 2013 e della Finale del Grand Prix Junior nella stessa stagione. Ha vinto il bronzo ai Campionati europei nella stagione 2014-2015 e 2015-2016 e sempre il bronzo ai Campionati mondiali di Boston del 2016.
Al termine della stagione 2015-2016 è quinta nella classifica dell'International Skating Union (ISU).

## Risultati[1]
| Risultati                                                                      | Risultati      | Risultati      | Risultati      | Risultati      | Risultati      | Risultati      | Risultati      | Risultati      |
| Internazionali                                                                 | Internazionali | Internazionali | Internazionali | Internazionali | Internazionali | Internazionali | Internazionali | Internazionali |
| Evento                                                                         | 2010–11        | 2011–12        | 2012–13        | 2013–14        | 2014–15        | 2015-16        | 2016-17        | 2017-18        |
| ------------------------------------------------------------------------------ | -------------- | -------------- | -------------- | -------------- | -------------- | -------------- | -------------- | -------------- |
| Campionati mondiali                                                            |                |                |                | 4°             | 13°            | 3°             | 13°            |                |
| Campionati europei                                                             |                |                |                |                | 3°             | 3°             | 2°             |                |
| Finale del Grand Prix                                                          |                |                |                | 6°             | 4°             |                | 3°             |                |
| GP Rostelecom Cup                                                              |                |                |                |                | 2°             |                | 1°             |                |
| GP Trophée Eric Bompard                                                        |                |                |                | 3°             |                |                |                |                |
| GP Cup of China                                                                |                |                |                | 1°             |                | 4°             |                |                |
| GP Skate Canada                                                                |                |                |                |                | 1°             |                |                | 9°             |
| GP Skate America                                                               |                |                |                |                |                |                |                | R              |
| GP NHK Trophy                                                                  |                |                |                |                |                | 9°             | 1°             |                |
| CS Mordovian Ornament                                                          |                |                |                |                |                | 1°             |                |                |
| CS Ondrej Nepela Trophy                                                        |                |                |                |                |                | 2°             |                |                |
| Internazionali: Junior                                                         |                |                |                |                |                |                |                |                |
| Mondiali juniores                                                              |                |                | 3°             |                |                |                |                |                |
| JGP Finale                                                                     |                |                | 3°             |                |                |                |                |                |
| JGP Croazia                                                                    |                |                | 3°             |                |                |                |                |                |
| JGP Germania                                                                   |                |                | 1°             |                |                |                |                |                |
| Nazionali                                                                      |                |                |                |                |                |                |                |                |
| Campionati russi                                                               |                |                | 5°             | 8°             | 4°             | 3°             | 4°             | R              |
| Campionati Russi Junior                                                        | 15°            | 13°            | 6°             |                |                |                |                |                |
| GP = Grand Prix; CS = Challenger Series; JGP = Junior Grand Prix; R = Ritirata |                |                |                |                |                |                |                |                |